# Przegląd Lotniczy
Przegląd Lotniczy – polski miesięcznik o tematyce wojskowej, ukazujący się w latach 1928–1939 z inicjatywy Sekcji Lotniczej Towarzystwa Wiedzy Wojskowej, a następnie Dowództwa Lotnictwa Ministerstwa Spraw Wojskowych.
21 sierpnia 1928 roku komisarz rządu na st. m. Warszawę Tadeusz Tarnowski wydał zaświadczenie, że Sekcja Towarzystwa Wiedzy Wojskowej z siedzibą przy ulicy Kruczej 23 m. 15 w Warszawie zgłosiła w dniu 19 sierpnia 1928 roku w charakterze wydawcy wydawanie czasopisma pod nazwą „Przegląd Lotniczy”, pod redakcją odpowiedzialną majora Mariana Romeyko i podpułkownika Stanisława Kuźmińskiego.
Od 1933 roku prenumerata „Przeglądu Lotniczego” była obowiązkowa dla wszystkich oficerów lotnictwa. W tym samym czasie rozpoczęto wydawanie bezpłatnego dodatku kwartalnego pod nazwą „Wiadomości Techniczne Lotnictwa” i redakcją majora Wacława Czaplickiego.
Ogółem ukazało się 130 numerów tego pisma. Nakład: 1500 egz. (do numeru 8 z 1929 roku), 1300 egz. (do listopada 1931 roku), 1200 egz. (do października 1933 roku), 1300 egz. (od października 1933 roku), 1350 egz. (1934–1935), 1650 egz. (od 1936 roku). W 1937 roku nakład liczył 1680, 1850, 2480 i 1880 egz. W następnym roku nakład osiągnął rekordową liczbę 2600 egzemplarzy.
Od 1993 jest wydawany miesięcznik o tematyce lotniczej Przegląd Lotniczy Aviation Revue, który nie ma bezpośredniego związku z przedwojennym Przeglądem Lotniczym.

## Skład redakcji
Redaktorzy naczelni
- ppłk dypl. pil. Stanisław Kuźmiński (1928–1931)
- mjr dypl. Marian Romeyko (1931–1935)
- mjr pil. Adam Wojtyga (1935–1936)
- mjr dypl. pil. Józef Jasiński (1936–1939)

Zastępcy redaktora naczelnego
- mjr dypl. Marian Romeyko (1928–1931)
- mjr obs. inż. Wacław Czaplicki (od 1931)

Sekretarze
- kpt. obs. Teodor Cybulski (1928–1929)
- kpt. Adam Sheybal (1929–1931)
- kpt. pil. Adam Wojtyga (1931–1935)
- kpt. / mjr dypl. pil. Ludwik Maria Emanuel Szul-Skjöldkrona (od 1935)